# Теорема Вивиани

Сумма длин отрезков равна высоте равностороннего треугольника.

Теоре́ма Вивиа́ни — утверждение в геометрии треугольника, согласно которому сумма расстояний от произвольной точки внутри равностороннего треугольника до его сторон постоянна и равна высоте треугольника. Названа по имени итальянского математика Винченцо Вивиани.
В части постоянства суммы расстояний от произвольной внутренней точки до сторон утверждение может быть обобщено на равносторонние многоугольники и многоугольники с равными углами.

## Доказательство

Сумма площадей закрашенных треугольников равна площади равностороннего треугольника ABC

Теорема может быть доказана путём сравнения площадей треугольников. Пусть {\displaystyle \triangle ABC} — равносторонний треугольник, в котором {\displaystyle h} — высота, {\displaystyle s} — длина каждой из сторон. Точка {\displaystyle P} выбирается произвольно внутри треугольника, и тогда {\displaystyle l}, {\displaystyle m}, {\displaystyle n} — расстояния от точки {\displaystyle P} до сторон треугольника. Тогда площадь {\displaystyle \triangle ABC} можно определить следующим образом:
{\displaystyle S_{\triangle ABC}=S_{\triangle ABP}+S_{\triangle ACP}+S_{\triangle BCP},}
из чего вытекают следующие соотношения для площадей треугольников:
{\displaystyle {\frac {sh}{2}}={\frac {sl}{2}}+{\frac {sm}{2}}+{\frac {sn}{2}},}
то есть:
{\displaystyle h=\ell +m+n.}
Обратное утверждение также верно: если сумма расстояний от внутренней точки треугольника до сторон не зависит от положения этой точки, то треугольник равносторонний.

## Обобщения

Для примера обобщения теоремы Вивиани на многоугольники на рисунке изображён правильный семиугольник

### Многоугольники
Сумма длин перпендикуляров {\displaystyle d_{i},} опущенных из произвольной внутренней точки на стороны правильного многоугольника, не зависит от положения точки и равна произведению длины апофемы {\displaystyle n} на число сторон {\displaystyle n}:
{\displaystyle \textstyle \sum _{i=1}^{n}\displaystyle d_{i}=a_{p}\cdot n.}
Это утверждение может быть доказано, аналогично равностороннему треугольнику, разбиением правильного многоугольника на треугольники. Если точка {\displaystyle P} находится внутри {\displaystyle n}-угольника с вершинами {\displaystyle A_{1},\dots ,A_{n},} то отрезки {\displaystyle PA_{1}\dots PA_{n}} делят многоугольник на {\displaystyle n} треугольников с основаниями {\displaystyle A_{1}A_{2},\ A_{2}A_{3}\ \dots ,\ A_{n}A_{1}} и площадь многоугольника равна сумме площадей всех треугольников. Так как основания малых треугольников одинаковы (это длина стороны {\displaystyle n}-угольника), то сумма площадей равна произведению суммы высот на половину стороны. Площадь многоугольника и длина половины стороны не зависят от положения {\displaystyle P,} поэтому сумма высот треугольников также не зависит от положения {\displaystyle P}.
Также справедливо утверждение, что сумма перпендикуляров, опущенных из произвольной внутренней точки на стороны параллелепипеда, а также на стороны равностороннего многоугольника или стороны многоугольника с равными углами не зависит от положения точки.
Необходимым и достаточным условием для того, чтобы произвольный выпуклый многоугольник имел постоянную сумму расстояний от любой внутренней точки до сторон, является существование трех неколлинеарных внутренних точек с равными суммами расстояний.

### Многогранники

В правильном многограннике, в частности, тетраэдре, сумма расстояний от внутренней точки до граней не зависит от положения точки

Сумма расстояний от внутренней точки выпуклого многогранника до его граней постоянна, если все грани многогранника имеют одинаковую площадь. Например, этим свойством обладают все тетраэдры с гранями одинаковой площади (то есть равногранные тетраэдры), а не только правильный тетраэдр.

## Приложения

Треугольник взрываемости тройной смеси метан-кислород-азот. Синяя прямая соответствует смесям метана с воздухом, красная линия отвечает стехиометрическому составу.
ВПВ — верхний предел взрываемости;
НПВ — нижний предел взрываемости;
ПК — пороговая концентрация взрываемости.

Теорема Вивиани позволяет получать координаты точек на трёхкомпонентные диаграммы путём проведения линий, параллельных сторонам равностороннего треугольника. В частности, таким образом можно строить диаграммы воспламеняемости.
В более общем случае, они позволяют таким же образом задавать координаты на правильном симплексе.